# بلک‌جک (فیلم ۱۹۹۸)
بلک‌جک یا جک سیاه (به انگلیسی: Blackjack) عنوان فیلمی تلویزیونی در ژانر اکشن به کارگردانی جان وو و محصول سال ۱۹۹۸ است.

## داستان
جک دلوین (با بازی دولف لاندگرن) از زمانی‌که از نیروی پلیس جدا شده، تبدیل به یک محافظ شخصی گشته است. او پس از مرگ بهترین دوست و همسر وی، دختر خردسال آن‌ها را به سرپرستی می‌گیرد. از طرفی ناخواسته مجبور می‌شود تا در غیاب یکی از همکارانش از دختری سوپرمدل به نام سیندر جیمز (با بازی یم هسکین) در برابر یک قاتل به ظاهر سادیسم دفاع کند اما خاطرات دوران کودکیش و وحشت وی از رنگ سفید، او را با مشکلات بیشماری درگیر می‌کند. مشکلاتی که ظاهراً حتی پزشک روانشناسش یعنی راشل استلین (با بازی کیت ورنون) - که به جک علاقه‌مند است - قادر به حل آن نیست…

## بازیگران
- دولف لاندگرن - جک دلوین
- کیت ورنون - دکتر راشل استلین
- Phillip MacKenzie - Rory Gaines
- کم هسکین - سیندر جیمز
- Fred Williamson - Tim Hastings
- Andrew Jackson - Don Tragle
- Padraigin Murphy - Casey
- تونی دیی سانتیز - دتکتیو ترینی
- آلبرت اسکولتز - درک اسمیت
- Janet Bailey - Connie Hastings
- سائول روبینک - Thomas